# John Van Ryn
John Van Ryn, ameriški tenisač, * 30. junij 1905, Newport News, Virginija, ZDA, † 7. avgust 1999, Palm Beach, Florida, ZDA.
John Van Ryn se je v posamični konkurenci uvrstil v četrtfinale turnirjev za Nacionalno prvenstvo ZDA v letih 1929, 1930, 1931, 1936 in 1937, Prvenstvo Anglije leta 1931 in Amatersko prvenstvo Francije leta 1931, na turnirjih za Prvenstvo Avstralije pa v drugi krog leta 1933. Uspešnejši je bil v konkurenci moških dvojic, kjer je trikrat osvojil Prvenstvo Anglije, dvakrat Nacionalno prvenstvo ZDA in enkrat Amatersko prvenstvo Francije, še štirikrat je nastopil v finalu turnirjev za Nacionalno prvenstvo ZDA in enkrat Prvenstvo Anglije. Njegov stalni partner je bil Wilmer Allison, dva naslova je osvojil tudi z Georgom Lottom. V letih 1929, 1930, 1932 in 1935 je bil član ameriške reprezentance v tekmovanju International Lawn Tennis Challenge, kjer se je vselej uvrstila v finale. Leta 1963 je bil sprejet v Mednarodni teniški hram slavnih.

## Finali Grand Slamov

### Moške dvojice (11)

#### Zmage (6)
| Leto | Turnir                       | Partner        | Nasprotnika v finalu            | Rezultat finala           |
| 1929 | Prvenstvo Anglije            | Wilmer Allison | Ian Collins Collin Gregory      | 6–4, 5–7, 6–3, 10–12, 6–4 |
| 1930 | Prvenstvo Anglije (2)        | Wilmer Allison | John Doeg George Lott           | 6–3, 6–3, 6–2             |
| 1930 | Amatersko prvenstvo Francije | George Lott    | Vernon Kirby Norman Farquharson | 6–4, 6–3, 6–4             |
| 1931 | Prvenstvo Anglije (3)        | George Lott    | Jacques Brugnon Henri Cochet    | 6–2, 10–8, 9–11, 3–6, 6–3 |
| 1931 | Nacionalno prvenstvo ZDA     | Wilmer Allison | Berkeley Bell Gregory Mangin    | 6–4, 6–3, 6–2             |
| 1935 | Nacionalno prvenstvo ZDA (2) | Wilmer Allison | Don Budge Gene Mako             | 6–2, 6–3, 2–6, 3–6, 6–1   |

#### Porazi (5)
| Leto | Turnir                       | Partner        | Nasprotnika v finalu           | Rezultat finala           |
| 1930 | Nacionalno prvenstvo ZDA     | Wilmer Allison | John Doeg George Lott          | 6–8, 3–6, 6–3, 15–13, 4–6 |
| 1932 | Nacionalno prvenstvo ZDA (2) | Wilmer Allison | Keith Gledhill Ellsworth Vines | 4–6, 3–6, 2–6             |
| 1934 | Nacionalno prvenstvo ZDA (3) | Wilmer Allison | George Lott Lester Stoefen     | 4–6, 7–9, 6–3, 4–6        |
| 1935 | Prvenstvo Anglije            | Wilmer Allison | Jack Crawford Adrian Quist     | 3–6, 7–5, 2–6, 7–5, 5–7   |
| 1936 | Nacionalno prvenstvo ZDA (4) | Wilmer Allison | Don Budge Gene Mako            | 4–6, 2–6, 4–6             |